# E. J. Lennox

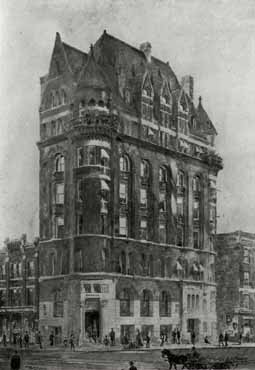
Beard Building, Toronto, Canadá

Edward James Lennox (Toronto, 12 de setembro de 1844 — Toronto, 1933) foi arquiteto canadense baseado em Toronto que projetou muitos dos mais notáveis pontos de referência da cidade, durante o fim do século XIX e o começo do século XX. 

## Principais obras
Dentre as construções estão:
- Old City Hall, antiga prefeitura de Toronto. Sua caricatura pode ser vista na fachada de Old City Hall, ele é o único com um bigode de guidom.
- Casa Loma, uma mansão com aparência de um castelo europeu.
- A ala oeste dos edifícios legislativos de Ontário no Queen's Park.
- King Edward Hotel
- Beard Building
- A usina elétrica neo-renascentista em Niagara Falls, Ontário.